# Cara Dunne-Yates
Cara Dunne-Yates (17 marzo 1970 – 20 ottobre 2004) è stata una sciatrice alpina, paraciclista, avvocata e scrittrice statunitense, che ha gareggiato a livello internazionale sia negli sport invernali sia in quelli estivi. Come avvocata ha contrastato il Law School Admission Council, ottenendo legalmente di far utilizzare il Braille nel suo Law School Admission Test (LSAT).

## Biografia

### Vita privata
Dunne-Yates era la figlia di Mary S. Zabelski e la figliastra di Richard Zabelski di Chicago. Si è sposata nel 1998 con Spencer Yates, un ciclista vedente. Ha una figlia, Elise, nata nel 2000, e un figlio, Carson, nato nel 2003.

### Studi
Nel 1984 Dunne-Yates ha frequentato la Farnsworth Elementary School e successivamente, nel 1988, la Taft High School di Chicago. Si è laureata come First Marshall (presidente di classe) e magna cum laude ad Harvard con un Bachelor of Arts in Studi sull'Asia orientale e un minore in Economia. Dopo un rinvio medico di un anno, nel 1994, Dunne-Yates è entrata alla UCLA School of Law, laureandosi nel 1997, nello stesso periodo in cui si allenava per la squadra di ciclismo paralimpico degli Stati Uniti. Tra gli anni 2002-2004, Dunne-Yates è stata Fellow presso la Brandeis University di Waltham, in Massachusetts in un programma di studi di genere.

### Malattia
Nata e cresciuta nella parte nord-ovest di Chicago, Illinois, a 15 mesi a Dunne-Yates è stato diagnosticato un retinoblastoma (RB), un cancro alla retina. Un occhio è stato immediatamente rimosso e, dopo tre anni di chemioterapia e radioterapia, come trattamento salvavita è stato rimosso anche l'altro occhio.
Pochi mesi dopo essersi laureata all'Harvard College, le è stato diagnosticato un osteosarcoma. In due operazioni le sono state asportate parte dello zigomo destro e del palato. Ha sostenuto sei mesi di chemioterapia intensiva e un trattamento riabilitativo.
Otto anni dopo, nel 2000, le è stato nuovamente diagnosticato un leiomiosarcoma raro e aggressivo all'addome. Il cancro ha presto raggiunto il fegato e alla fine ha causato la sua morte nell'ottobre 2004.

## Carriera

### Atleta
Dunne-Yates ha iniziato con lo sci alpino all'età di sei anni, sostenuta da sua madre Mary Zabelski, e dalla American Blind Ski Association (ABSF) con sede a Chicago. Insieme al futuro patrigno, Richard Zabelski, si sono allenati con l'ABSF nelle aree sciistiche locali, gareggiando con altri club. Dopo due stagioni da dilettante, nel 1979, Dunne-Yates ha partecipato alla sua prima gara di sci a livello professionistico. Con un inizio disastroso, insieme al patrigno - che è stato il suo allenatore di sci per tutta la sua carriera sciistica - hanno sviluppato una nuova tecnica di "guida frontale", in cui lo sciatore seguiva la guida tecnica, che non era mai stata messa in pratica in precedenza nelle gare di sci. Nel 1982, con suo patrigno come guida vedente, Dunne-Yates ha gareggiato nei primi campionati alpini nazionali per non vedenti statunitensi, vincendo la medaglia d'oro nello slalom gigante. All'età di 11 anni, Dunne-Yates ha gareggiato nella categoria femminile adulti, mettendo in pratica per la prima volta la tecnica di guida frontale. Selezionata come la componente più giovane della squadra, ha gareggiato con la squadra di sci alpino paralimpico degli Stati Uniti dal 1982 al 1989 e ha vinto medaglie nei campionati del mondo in Svizzera, Canada, Austria e Svezia.
Nel 1995, Dunne-Yates ha iniziato ad allenarsi con Scott Evans, un ciclista di velodromo. Si allenavano quotidianamente su una bici da pista in tandem, mentre ognuno frequentava le lezioni all'UCLA. Dunne-Yates ed Evans hanno partecipato a diverse gare, partecipando nel 1996 al loro primo campionato nazionale di ciclismo statunitense a Houston, in Texas, nella categorie per ciclisti ipovedenti. Vincitori del primo posto, sono stati selezionati nella nazionale statunitense di paraciclismo ai Giochi paralimpici di Atlanta del 1996.

### Scrittrice
Tra i successi al di fuori dell'ambito sportivo, Dunne-Yates è stata una prolifica scrittrice e poetessa. È stata giornalista per diversi giornali comunitari in Illinois, Massachusetts e Colorado, incluso il sito web del Comitato Olimpico degli Stati Uniti nel periodo 1998-2001. Con il suo saggio sulle atlete e l'atletica ha contribuito all'Enciclopedia delle donne e dello sport in America, pubblicato negli Stati Uniti e in Giappone.

### Avvocata
Ad ottobre 1998, Dunne-Yates ha pubblicato su The Journal of Law and Medicine un articolo sull'etica della diagnosi prenatale della disabilità su base genetica. Dopo essersi recata in Giappone nel 1989, come emissaria ufficiale del sindaco Richard J. Daley e della città di Chicago (viaggio durante il quale è apparsa più volte alla televisione e alla radio giapponese e sulla carta stampata e ha testimoniato davanti ai legislatori giapponesi), ha tenuto una conferenza sui diritti delle persone disabili. Nel 1991 è riuscita a convincere il Consiglio per l'ammissione alla facoltà di giurisprudenza a fornire per la prima volta l'LSAT in Braille.
Co-direttrice della Fondazione Nazionale Retinoblastoma e copresidente della New England Retinoblastoma Family Foundation, nel 1997 è apparsa nella trasmissione 20/20 della rete statunitense ABC nel documentario "Cara Dunne-Yates: Her Personal Story".

## Premi e riconoscimenti
- Reynolds Award dal Massachusetts General Hospital (1996), per i suoi sforzi di difesa a favore delle famiglie con bambini ciechi, compresi quelli con disabilità aggiuntive. È stata premiata insieme all'ex senatore Ted Kennedy.
- Atleta femminile dell'anno da parte dell'Associazione degli atleti non vedenti degli Stati Uniti (1997).
- Gene Autry Foundation Courage Award (1998), per aver mostrato eroismo di fronte alle avversità.
- Premio Carpe Diem della Fondazione Lance Armstrong (2001).[5]
- International Scholar-Athlete Hall of Fame (2001), presso l'Institute for International Sport (Kingston, Rhode Island).
- Jane Rainie Opel '50 Young Alumna Award dalla Radcliffe Association, Harvard University (2002). Il premio viene assegnato ogni anno ad un'allieva per l'eccezionale contributo al progresso delle donne, alla sua professione o all'istituto.
- True Hero of Sports dal Center for the Study of Sports in Society (2002), da parte della Northeastern University.
- Nel 2010, una statua a grandezza naturale di Cara Dunne-Yates e del suo cane guida, Haley, è stata eretta vicino alla base della gondola di Elk Camp a Snowmass Village, in Colorado.[6] La statua è stata spostata nel 2019 in una posizione vicina vicino al Base Village Transit Center.

## Palmarès

### Sci alpino
Giochi paralimpici
- 4 medaglie:
  - 3 argenti (slalom gigante B1 a Innsbruck 1984; discesa libera B1 e slalom gigante B1 a Innsbruck 1988)

Women's para-alpine skiing
- - 1 bronzo (discesa libera B1 a Innsbruck 1984)

### Paraciclismo
Giochi paralimpici
- 1 medaglia:
  - 1 oro (tandem a Atlanta 1996)

Campionati USA
- 1 medaglie:
  - 1 oro (Houston 1996)